# Jay Chou’s Bedtime Stories
A Jay Chou’s Bedtime Stories (Csou Csie-lun tö csuang pien kusi (Zhōu Jiélún de chuáng biān gùshì ), 周杰伦的床边故事) Jay Chou tizennegyedik nagylemeze, mely 2016. június 24-én jelent meg. Három Golden Melody Awards-díjra jelölték.

## Számlista
Az összes szám szerzője Jay Chou.
| #   | Cím                                 | Hossz |
| --- | ----------------------------------- | ----- |
| 1.  | Bedtime Stories (床邊故事)          | 3:46  |
| 2.  | Let's Go (說走就走)                 | 4:26  |
| 3.  | A Little Bit (一點點)               | 3:42  |
| 4.  | Lover from Previous Life (前世情人) | 3:20  |
| 5.  | Hero (英雄)                         | 3:21  |
| 6.  | Shouldn't Be (不該 feat. A-mei)     | 4:49  |
| 7.  | Turkish Ice Cream (土耳其冰淇淋)    | 3:15  |
| 8.  | Love Confession (告白氣球)          | 3:35  |
| 9.  | Now You See Me                      | 2:54  |
| 10. | Failure at Love (愛情廢柴)          | 4:45  |

## Díjak és jelölések
| Díj                  | Kategória                      | Jelölt          | Eredmény |
| -------------------- | ------------------------------ | --------------- | -------- |
| Golden Melody Awards | Legjobb mandarin nyelvű énekes | Jay Chou        | Jelölve  |
| Golden Melody Awards | Az év dala                     | Love Confession | Jelölve  |
| Golden Melody Awards | Legjobb videóklip              | Bedtime Stories | Jelölve  |